# 遠藤美奈
遠藤 美奈（えんどう みな、1965年 - ）は、日本の法学者・政治学者。早稲田大学教育・総合科学学術院教授。専門は憲法学・政治学・比較憲法学・比較政治制度論・社会科教育内容学・公共市民学。憲法政治学研究の第一人者。早稲田大学教育学部、早稲田大学大学院教育学研究科で「政治学」の講義、演習（ゼミナール）、研究指導を担当。「政治学」の中で憲法問題、憲法事象を取り扱う。早稲田大学で憲法学者・政治学者の渡辺重範に師事した。

## 略歴

### 学歴
- 1983年 鹿児島県立甲南高等学校卒業
- 1987年 早稲田大学政治経済学部卒業
- 1994年 早稲田大学大学院政治学研究科修士課程修了
- 1999年 早稲田大学大学院政治学研究科博士課程単位取得満期退学

### 職歴
- 1999年 摂南大学法学部専任講師
- 2004年 摂南大学法学部助教授
- 2005年 西南学院大学法学部助教授
- 2007年 西南学院大学法学部准教授
- 2009年 西南学院大学法学部教授[1]
- 2013年 早稲田大学教育・総合学術院教授[4]

## 所属学会
- 日本政治学会・日本公法学会ほか[1]

## 著作

### 共著
- 『憲法〔新版〕』（青林書院、2005年）
- 『ポプラディア情報館 日本国憲法』（ポプラ社、2005年）
- 『プリメール憲法』（法律文化社、2004年）
- 『トピックからはじめる統治制度』（有斐閣、2015年）

### 論文
- 「憲法に25条がおかれたことの意味-生存権に関する今日的考察」（季刊社会保障研究41巻4号、2006年）
- 「『健康で文化的な最低限度の生活』の複眼的理解―自律と関係性の観点から」（齋藤純一編『講座福祉国家のゆくえ第5巻 社会的連帯の理由』ミネルヴァ書房、2004年）
- 「『健康で文化的な最低限度の生活』再考―困窮者のシティズンシップをめぐって」（飯島昇藏・川岸令和編『憲法と政治思想の対話―デモクラシーの広がりと深まりのために』新評論、2002年）
- 「フィンランドにおける公的扶助―生計援助の原理と制度」（海外社会保障研究137号、2001年）
- 「生活保護と自由の制約―憲法学からの検討」（摂南法学23号、2000年）